# エウヘメロス
エウヘメロス（古希: Εὐήμερος, 英: Euhemerus, 紀元前4世紀後半）は、マケドニア王カッサンドロスに仕えた古代ギリシアの哲学者。シチリア島のメッシーナ出身。かつての権力者が死後神格化されてギリシア神話の神々になったとし、神話とは歴史上の出来事が歪曲されて現在に伝わったものであるという無神論で有名。この理論は彼の名前から「エウヘメリズム」と呼ばれた。後世になると、エウヘメリズムはキリスト教の神を神話の神々よりも上位に置こうとする奸計の中で、キリスト教文学者に利用された。

## 生涯
エウヘメロスの生涯は殆ど知られていない。ディオドロス、プルタルコス、ポリュビオスによれば、彼はメッシーナで生まれたという。ただ、シチリア島のメッシーナか、ペロポネソス半島のメッセニアかはまだ判別できていない。キオスやテゲアで生まれたとする説も存在するが、現代の学者の多くはシチリア島のメッシーナで生まれたとする説を支持している。
ディオドロスによると、エウヘメロスはマケドニア王カッサンドロスの友人であり、マケドニア宮廷で最も重要な哲学者であった。紀元前3世紀の初め、彼は「ヒエラ・アナグラフェ（神聖なる歴史）」と題した作品を執筆したとされている。

## ヒエラ・アナグラフェ
エウヘメロスの遺した作品「ヒエラ・アナグラフェ」は、ディオドロスによって引用された断片とラテン語に翻訳された断片が現在に伝わっている。それによると、ヒエラ・アナグラフェは旅行記の形式で、主人公が空想上のアラビア国家パンカイア（多様な民族が結束するユートピア）を訪れ、そこである碑文を発見するというストーリーであった。碑文はゼウス神殿の黄金の支柱に刻まれており、神々はただの人間が死後神格化された存在に過ぎないことを暴露するという内容であった。ギリシア神話の宇宙の支配権を争ったウラノス、クロノス、ゼウスはパンカイアの歴代の王であり、ゼウスは絶大な権力でクレタ島も支配していたが、死後神格化してギリシア民族の最高神になったのだという。これはエウヘメリズムの骨子とも言うべき内容である。

## エウヘメリズム
上述した通り、エウヘメリズムは古代の伝統に反し、神々を実在した権勢者が神格化した存在であるとし、神話を歴史上の出来事がベースとなったものであるとする理論のことである。古代においてエウヘメリズム的態度はエウヘメロスが初めてではなく、ヘロドトスやクセノパネスなどが遺した作品にもその萌芽は認められる。しかし、エウヘメロスはこの理論を局所的にではなく神話全体に当てはめ、神話そのものを「変装した歴史」と解釈することで、エウヘメリズムを大幅に強化した。